# Geomysaprinus copei
Geomysaprinus copei är en skalbaggsart som först beskrevs av Horn 1873.  Geomysaprinus copei ingår i släktet Geomysaprinus och familjen stumpbaggar. Inga underarter finns listade i Catalogue of Life.